# Neuropsychiatrie
La neuropsychiatrie (ou neuro-psychiatrie) est, en France, une ancienne spécialité médicale qui regroupait neurologie et psychiatrie. Dans les pays anglo-saxons, le terme désigne la branche de la médecine qui prend en charge les troubles psychiques liés à des maladies neurologiques.

## En France
Durant la majeure partie du XXe siècle, la neurologie et la psychiatrie étaient considérées en France comme une seule spécialité médicale, exercée par les neuropsychiatres. La scission entre les deux disciplines a eu lieu en 1968.
Les derniers neuropsychiatres en France, après 2005, se consacrent à la psychiatrie.

## Neuropsychiatryau sens anglo-saxon
Il s'agit d'une branche de la médecine qui prend en charge les troubles psychiques liés à des maladies neurologiques. Considérée comme une sous-spécialité de la psychiatrie, elle est également rattachée étroitement au domaine de la neurologie comportementale, qui est une sous-spécialité de la neurologie consacrée aux problèmes cliniques de la cognition et/ou du comportement dus à des maladies ou à des lésions cérébrales. De fait, la neurologie comportementale/neuropsychiatrie est reconnue comme une sous-spécialité par le United Council for Neurologic Subspecialties (UCNS).
Une autre discipline étroitement connexe est la neuropsychologie – qui plonge ses racines dans la neurologie et la psychologie. Elle se concentre davantage sur les procédures de tests psychologiques et est pratiquée par les psychologues cliniciens qui ont un entraînement plus poussé en neuropsychologie. De nos jours, ces trois disciplines liées entre elles jouent des rôles importants, complémentaires et interactifs, dans les études sur le comportement et le cerveau[réf. souhaitée].